# Ilte
ILTE - Industria Libraria Tipografica Editrice S.p.A. - Industrie du livre Typographie Editrice SpA était une entreprise italienne spécialisée dans le domaine graphique de l'édition. Pendant plusieurs décennies, elle assura l'impression des annuaires téléphoniques des particuliers et des professionnels. Après sa privatisation, l'entreprise a été revendue à plusieurs reprises en changeant chaque fois de raison sociale avant d'arrêter toute activité en juin 2017.

## Histoire
La société a été créée le 26 avril 1947 sous le nom Istituto del libro italiano S.r.l.. En 1951, elle est rebaptisée ILTE et devient une société publique d'État, dans un premier temps filiale de SIP - Società Italiana per l'Esercizio Telefonico puis, de STET. 
En 1995, elle est privatisée et en 1998 ILTE est reprise par le groupe d'édition S.E.A.T. - Società anonima Elenchi ufficiali per gli Abbonati al Telefono. Elle est ensuite revendue à New Interlitho Italia, qui a racheté en fin d'année 2011, la société Satiz.
En 2015, une division de la société est cédée à Enerprint Srl du groupe Mazzucchelli et dépose son bilan.

## Données légales
- Raison sociale :  ILTE - Industria Libraria Tipografica Editrice S.p.A.
- Siège de la société : Via F. Postiglione, 14 - 10024 Moncalieri (Turin)
- Président : Vittorio Farina
- Code fiscal entreprise et code IVA : 00470170010
- Nombre de salariés : 569